# ليبيزان
جميل هذا النوع
ليبيزان (Lipizzan) أو ليبيزانر (Lipizzaner)، عبارة عن سلالة من سلالات الخيول ترتبط عن كثب بالمدرسة الإسبانية للفروسية من فيينا بالنمسا، حيث يمثل أفضل المندوبين عن هذه المدرسة المدرسة الثانوية أو حركات «المدرسة الثانوية» للترويض الكلاسيكي، بما في ذلك القفزات التي تتم السيطرة عليها بشدة والتي تكون منمقة للغاية، وغيرها من الحركات التي تشتهر باسم «أجواء ما فوق سطح الأرض.» ويعود تاريخ سلاسة ليبيزان إلى القرن السادس عشر، حيث تم تطويرها من خلال دعم نبلاء هابسبورج. وقد تمت تسمية هذه السلالة على اسم واحدة من أول مزارع خيول السباق التي تم تأسيسها، والتي كانت موجودة بالقرب من قرية كراس (Kras) في ليبيكا (Lipica) (التي تنطق «ليبيزا» في اللغة الإيطالية)، في دولة سلوفينيا الحالية.

## معلومات تاريخية

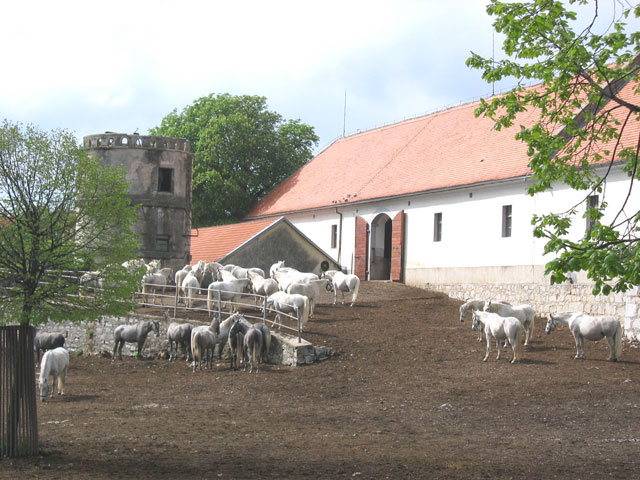
مزرعة ليبيكا لخيول السباق، سلوفينيا

ويعود أسلاف خيول ليبيزان إلى حوالي عام 800 ميلادية. وقد ظهر أول أسلاف خيول ليبيزان في القرن السابع عندما تم جلب خيول بارب (Barb) إلى إسبانيا على يد المور (Moors) التي اختلطت مع الخيول الإسبانية الأصلية. وقد نتج عن ذلك سلالات الخيول الأندلسية وغيرها من الخيول الأيبيرية.
وبحلول القرن السادس عشر، عندما حكمت هابسبرج إسبانيا وأستراليا معًا، كان من المطلوب توفير خيول قوية وسريعة لأغراض الاستخدامات العسكرية ومن أجل استخدامها في مدارس الفروسية الحديثة والتي أخذت في النمو بشكل سريع في هذا الوقت من أجل نبلاء وسط أوروبا. وبالتالي، في عام 1562، جلب الإمبراطور ماكسيميليان الثاني الخيل الأندلسي الإسباني إلى النمسا وقام بتأسيس مزرعة للخيول في كلادروب (Kladrub). وفي عام 1580، قام أخوه الأرشيدوق كارل الثاني (Charles II) بتأسيس مزرعة مشابهة في ليبيزيا (التي يطلق عليها الآن اسم ليبيكا) والموجودة في دولة سلوفينيا المعاصرة، والتي تم استخدام اسمها لإطلاقه على هذه السلالة.
وقد تم تهجين الخيول الإسبانية والبارب والعربية في كارست (Karst) (كراس)، وتم تهجين الأجيال التالية مع سلالة خيول نابوليون الإيطالية التي انقرضت الآن وغيرها من خيول الباروك (Baroque) ذات الأصل الإسباني والتي كان يتم جلبها من ألمانيا والدانمارك. وفي حين أن كلتا المزرعتين كانتا تتبادلان تربية الخيول، إلا أن مزرعة كلادروب تخصصت في إنتاج الخيول المستخدمة لحمل الأوزان الثقيلة، في حين كان يمكن الحصول على خيول الفروسية وحمل الأوزان الخفيفة من مزرعة ليبيزا.
ومنذ عام 1920، أصبحت مزرعة بايبر فيدرال (Piber Federal)، الموجودة بالقرب من جراتس (Graz)، بالنمسا، المزرعة الرئيسية للخيول المستخدمة في فيينا. وقد أصبحت التربية انتقائية بامتياز، حيث لا يسمح بالبقاء في المزرعة إلا لفحول الخيل التي أثبتت نفسها في مدرسة الفروسية، بالإضافة إلى تربية الأفراس التي تنجح في اختبارات الأداء الصارمة فقط.

## وصلات خارجية
- Fédération Française du Lipizzan (F.F.L.)
- Lipizzaner Society of Great Britain
- Lipizzaner National Stud Book Association of Great Britain
- Lipica stud farm official website
- Lipizzan International Federation-LIF
- Spanish Riding School and Federal Stud Farm Piber
- Lipizzan Association of North America
- South African Lipizzaners
- Piber Stud
- United States Lipizzan Registry-USLR